# Rafael Cepeda
Rafael Cepeda Atiles (10 de julho de 1910 — 21 de julho de 1996) foi o patriarca da família Cepeda, conhecidos internacionalmente como os expoentes da música folclórica afro-porto-riquenha.

## Primeiros anos
Cepeda nasceu em Puerta de Tierra, San Juan, filho de Modesto Cepeda e Leonor Atiles. Cepeda nasceu em uma família que passava as danças tradicionais da bomba e da plena de geração para geração. De acordo com Cepeda, ele nasceu enquanto sua mãe Leonor dançava bomba. Estudou na Escola Católica Santo Agostinho até a oitava série em San Juan, depois virou pugilista amador e trabalhou como carpinteiro. Durante seu tempo livre continuava a dançar bomba e plena.

## Grupo Folklorico Trapiche
Em 1932, Cepeda se casou com Caridad Brenes Caballero, dançarina de bomba e plena, juntos tiveram dez filhos. Cepeda decidiu formar um grupo de dança folclórica com ajuda de sua esposa Caridad quem viria a ser a coreógrafa do grupo e confeccionista dos trajes tradicionais. Em 1940, seu primeiro grupo, chamado "ABC", fez sua estreia no programa de rádio local de Rafael Quiñones Vidal, Tribuna del Arte.
Em 1957, Cepeda formou um segundo grupo folclórico que ele chamou de Grupo Folklorico Trapiche; este grupo fez shows em todos os principais hotéis da ilha e participou dos seguintes filmes: Carnaval en Puerto Rico (1961), Felicia (1963) e Mientras Puerto Rico duerme (1964). Em 1973, membros da família, incluindo seus filhos, formaram o Ballet Folklorico de la familia Cepeda. Este novo grupo ganhou fama internacional e participou do filme de 1975 Mi Aventura en Puerto Rico. O grupo se tornou uma instituição porto-riquenha e já fez apresentações nos Estados Unidos, América do Sul e Central, Europa e Ásia. O governo de Porto Rico nomeou Cepeda "O Patriarca da Bomba e Plena" em reconhecimento das suas contribuições para a cultura musical de matriz africana da ilha.

## Gravações
Cepeda compôs e gravou mais de 500 obras. Estas são umas mas mais conhecidas:
- "El Bombon de Elena"
- "A Bailar Bambule"
- "Madam Calalú"
- "Mofongo Pelaó"
- "Habla Cuembé"
- "A la Verdegué"
- "Juan José"
- "Santígualo"
- "Bambulaé seá Allá"
- "Mi Goleta"
- "Mi Caela"
- "El Chivo"
- "Sobina Santos"
- "En Prueba de su Amistad"
- "Guaguaracengo"
- "La Negra Toto"
- "Vira Más"
- "Cuando el Negro se Alzó"
- "Lero de mi Lero"
- "Conde Kirico"
- "Candelario Alomar"
- "Ana Celía"
- "Anaízo"
- "Candela"
- "Zumbador"

## Últimos anos
Em 1977, Modesto Cepeda, seu filho, fundou a Escola de Bomba de Plena Rafael Cepeda Atiles que se localiza na Rua Union, número 71, no setor Playita de Villas Palmeras, em Santurce, San Juan. A escola ensina aos jovens de Porto Rico os fundamentos das danças tradicionais. Sua esposa Caridad faleceu em 25 de fevereiro de 1994; Rafael Cepeda morreu de um ataque cardíaco em 21 de julho de 1996 na cidade de Carolina. Foi enterrado com sua esposa no Cemitério de Villas Palmeras que hoje carrega o seu nome.

## Legado
Jesus Manuel Cepeda, filho de Rafael fundou a Fundação Cultural Folclórica Rafael Cepeda. Em 1997, a família inaugurou a Casa Museu Rafael Cepeda. Em sua homenagem o Instituto de Cultura de Porto Rico estabeleceu o Festival Rafael Cepeda de Bomba e Plena que é celebrado anualmente em San Juan.